# Echinochaete cinnamomeosquamulosa
Echinochaete cinnamomeosquamulosa är en svampart som först beskrevs av Henn., och fick sitt nu gällande namn av D.A. Reid 1963. Echinochaete cinnamomeosquamulosa ingår i släktet Echinochaete och familjen Polyporaceae.   Inga underarter finns listade i Catalogue of Life.